# サブカル営業旋士ブローノヴァ
サブカル営業旋士 ブローノヴァ（さぶかるえいぎょうせんしブローノヴァ）とは、東京都中野区を中心に活動しているローカルヒーローである。
合同会社えるそるが運営している。

## 概要
「サブカルの街:中野」を守るヒーロー。サブカルヲタクな営業マン「中野 人志(なかの ひとし)」がひょんなことからヒーローに変身する力を手に入れ、サブカル文化を駆逐していく新興企業「株式会社ブラックカンパニ－」と日々営業しながら戦っていく物語。
サブカルチャーが生み出す感動のパワーや、大切なモノへの熱い想い受け取り武器を生み出し戦うヒーロー。変身&パワーアップアイテムは名刺。
サブカルチャーの普及のため日々営業に励む。ストーリーの中で実在の人,企業,お店などを登場させ、物語の中で宣伝しながらヒーローショーを展開。

## 活動歴（一部）
- 2017年6月　　初のブローノヴァ単独ショー。中野にぎわいフェスタ
- 2019年8月　　川島夜店市参加。[2]
- 2021年4月　　コンピレーションヒーローズライブ出演。
- 2021年11月　　日本ローカルヒーロー祭2021出演。
- 2022年4月　　中野セントラルパーク　キッズフェス出演。[3]

## キャラクター
- サブカル営業旋士ブローノヴァ

変身前：中野 人志（なかの ひとし）

必殺技：スペシャルサンクスサブカルノヴァ

決めセリフ：「外回り開始だ！」　「そんなんじゃ、顧客はつかないぜ」

名乗り：「中野にサブカルチャーがある限り、僕の営業は終わらない！みんなのナカノ心にブロー！サブカル営業旋士ブローノヴァ！」

- 広告代理店ナカノ商会

中野人志が務める広告代理店。

一見するとヤクザのような「おやっさん」こと社長と、一見すると子どものような事務のお姉さんと一緒に仕事をしている。

表向きは広告代理店だが、

特撮ヒーローが好きすぎて、ヒーローに変身できるブレスレットを開発してしまう程のよく分からない技術を持った(自称)正義の秘密組織。

特撮ヒーローを中心にサブカルチャーをこよなく愛するサブカルヲタクたちの企業。

- 株式会社ブラックカンパニー

中野区の新進気鋭のベンチャー企業。

ひたすらに効率化を求めた方針で、仕事に感情は不要と考える。

中野の発展の為に活動する企業だが、中野の文化であるサブカルチャーを「人の心を動かす」目的の邪道なものとして否定し排除しようとしている。
効率化で納得できないモノに対しては強行策を用いる。

白服の人は部長。戦闘員らしき人達は平社員。

## テーマソング
- 「サブカル営業旋士 ブローノヴァ」

歌、作詞：川平真央  作編曲：武藤航

## 外部サイト
- ブローノヴァ公式サイト